# Ратко Шкрбић
Ратко Шкрбић (Хотковци код Гламоча, 1950 — Београд, 10. мај 2016) био је официр Војске Републике Српске и Војске Југославије.

## Биографија
Основну школу похађао у Оџаку код Гламоча, а гимназију у Гламочу. Војну академију копнене војске – смер АБХО завршио 1973. године. Радио у трупи као командир вода и чете АБХО, а затим био наставник у Школском центру АБХО у Крушевцу на Катедри тактике АБХО. Предавао је Војну метеорологију у свим школама АБХО и тактику АБХО у Војној академији и Школи резервних официра до 1984. године. Од 1984. до 1992. године радио је у Војнотехничком институту КОВ – погон лабораторија у Мостару, где је био помоћник начелника, а касније и начелник института. Командно-штабну школу тактике завршио је у 40. класи, 1988/89, а Школу општенародне одбране – Ратну школу, 1990/91.
Обављао је и дужности у оперативним командама (корпусима) и органима кадровске службе у Генералштабу. За време Одбрамбенo-oтаџбинског рата у Босни и Херцеговини 1992–1995, обављао је дужности начелника штаба у Лакој пешадијској бригади и команданта Моторизоване пешадијске бригаде у Војсци Републике Српске.
Последњих пет година активне војне службе обављао је дужност руководиоца групе наставника за командно-штабно усавршавање на Катедри стратегије Школе националне одбране у Војној академији у Београду у звању доцента. Предавао предмете Војна стратегија и Ратоводство на свим последипломским усавршавањима у Војној академији. Пензионисан у чину пуковника 2005. године.